# Чхве Сон Гук
У цьому корейському імені прізвище (Чхве) стоїть перед особовим ім'ям.
Чхве Сон Гук (кор. 최성국, нар. 8 лютого 1983, Сеул) — південнокорейський футболіст, що грав на позиції нападника, зокрема за національну збірну Південної Кореї.

## Клубна кар'єра
У дорослому футболі дебютував 2003 року виступами за команду «Ульсан Хьонде», в якій провів три сезони, взявши участь у 84 матчах чемпіонату.  Більшість часу, проведеного у складі «Ульсан Хьонде», був основним гравцем атакувальної ланки команди. 2005 року віддавався в оренду до японського «Касіва Рейсол».
2007 року перейшов до клубу «Соннам Ільхва Чхонма», де також став основним гравцем. У 2009—2010 роках під час проходження військової служби грав за армійську команду «Санджу Санму».
У січні 2011 року уклав трирічний контракт із «Сувон Самсунг Блювінгз», де отримав капітанську пов'язку. Розпочинав виступи за нову команду як ключовий виконавець в атакувальній ланці, утім вже 10 червня того ж року у першому таймі гри проти «Чеджу Юнайтед» травмував гомілковостопний суглоб і був замінений. Травма виявилася украй важкою і ця гра стала для гравця останньою у його професійній кар'єрі.
На початку 2012 року гравець намагався поновити ігрову кар'єру, уклавши контракт з македонським клубом «Работнічкі», утім заграти за команду він не зумів, оскільки з'ясувалося, що Чхве отримав пожиттєве відсторонення від футболу з боку ФІФА за участь у договірних матчах.

## Виступи за збірні
2003 року залучався до складу молодіжної збірної Південної Кореї.
Того ж 2003 року дебютував в офіційних матчах у складі національної збірної Південної Кореї.
У складі збірної був учасником кубка Азії з футболу 2007 року, де відзначився забитим голом у грі групового етапу проти команди Саудівської Аравії, а корейці здобули бронзові нагороди.
Загалом протягом кар'єри в національній команді, яка тривала 9 років, провів у її формі 25 матчів, забивши 2 голи.

## Титули і досягнення
- Переможець Юнацького (U-19) кубка Азії: 2002
- Бронзовий призер Азійських ігор: 2002
- Бронзовий призер Кубка Азії: 2007